# Carmo de Souza
Carmo de Souza, ps. Rosa Branca (ur. 16 lipca 1940 w Araraquara, zm. 22 grudnia 2008 w São Paulo) – brazylijski koszykarz, grający jako silny skrzydłowy.

## Lata młodości
Już od najmłodszych lat interesował się sportem. Początkowo uprawiał lekkoatletykę, a później zmienił dyscyplinę na koszykówkę.

## Kariera klubowa
De Souza rozpoczął karierę w 1953 roku w Nosso Clube Araraquara. Jego pierwszym trenerem był José Barbanti Neto. Następnym klubem de Souzy było São Carlos, skąd trafił do Palmeiras. Na początku lat 70. był przez krótki czas zawodnikiem zespołu Juventus, po czym przeniósł się do Corinthians, gdzie w 1971 roku zakończył karierę.

## Kariera reprezentacyjna
Rozegrał 78 meczów w reprezentacji Brazylii, w których zdobył 539 punktów. Wraz z kadrą trzykrotnie wystąpił na igrzyskach olimpijskich: w 1960 i 1964 zdobył brąz, a w 1968 zajął 4. miejsce. Jest również trzykrotnym medalistą mistrzostw świata: złotym z 1959 i 1963 oraz srebrnym z 1970. Jest też dwukrotnym medalistą igrzysk panamerykańskich: brązowym z 1959 i srebrnym z 1963 oraz czterokrotnym mistrzem Ameryki Południowej (1958, 1960, 1961, 1968).

## Losy po zakończeniu kariery
Po zakończeniu kariery pracował jako nauczyciel wychowania fizycznego, a także pełnił funkcję asystenta trenera. Do śmierci zajmował stanowisko dyrektora Federação Paulista de Basketball. Zmarł 22 grudnia 2008 z powodu zatrzymania akcji serca w Hospital Metropolitano w São Paulo, do którego trafił kilka dni wcześniej z powodu zapalenia płuc. Pochowany został na Cemitério da Lapa w tym samym mieście następnego dnia.

## Życie prywatne
Był żonaty z Odetą Sant’Aną Souzą, z którą miał trzy córki: Samantę, Samarę i Saulo.